# Río de San José
Río de San José är en ort i Mexiko.   Den ligger i kommunen Galeana och delstaten Nuevo León, i den centrala delen av landet, 600 km norr om huvudstaden Mexico City. Río de San José ligger 1 178 meter över havet och antalet invånare är 140.
Terrängen runt Río de San José är bergig västerut, men österut är den kuperad. Río de San José ligger nere i en dal. Runt Río de San José är det mycket glesbefolkat, med 4 invånare per kvadratkilometer. Närmaste större samhälle är Rancho Viejo y la Palma, 13,9 km öster om Río de San José. I omgivningarna runt Río de San José växer huvudsakligen savannskog.